# Lymantriades xuthoptera
Lymantriades xuthoptera är en fjärilsart som beskrevs av Turner 1920. Lymantriades xuthoptera ingår i släktet Lymantriades och familjen tofsspinnare. Inga underarter finns listade i Catalogue of Life.